# The Sheriff's Son
The Sheriff's Son is een Amerikaanse western uit 1919 onder regie van Victor Schertzinger. Destijds werd de film in Nederland uitgebracht onder de titel De zoon van een sheriff.

## Verhaal
De vader van Royal Beaudry is een bekende sheriff, die wordt vermoord door de bende van Rutherford. Hij wordt nadien opgevoed door Dave Dingwell, een vriend van zijn vader. Wanneer Beaudry na zijn studie aan de universiteit terugkeert naar huis, ontdekt hij dat Dingwell gegijzeld is door de bende. Hij gaat naar hun schuilplaats om erachter te komen waar ze hem gevangen houden. Zo wordt hij verliefd op Beulah Rutherford.

## Rolverdeling
| Acteur            | Personage         |
| ----------------- | ----------------- |
| Charles Ray       | Royal Beaudry     |
| Seena Owen        | Beulah Rutherford |
| J.P. Lockney      | Dave Dingwell     |
| Charles K. French | Hal Rutherford    |
| Otto Hoffman      | Jess Tighe        |
| Lamar Johnstone   | Brad Charlton     |
| Clyde Benson      | Dan Meldrum       |
| Buck Jones        | Cowboy            |